# Hecker, Illinois
Hecker là một làng thuộc quận Monroe, tiểu bang Illinois, Hoa Kỳ. Năm 2010, dân số của làng này là 481 người.

## Dân số
Dân số qua các năm:
- Năm 2000: 475 người.
- Năm 2010: 481 người.